# Segunda División de México 2005-06
La Temporada 2005-06 de la Segunda División de México fue la LVI temporada en la historia de esta competición. El ciclo futbolístico fue dividido en dos torneos: Apertura 2005 y Clausura 2006. 
Los dos campeones de la temporada fueron Delfines de Coatzacoalcos "B" y Pegaso Anáhuac. Finalmente el segundo logró el campeonato de la división y el ascenso directo a Primera "A", mientras tanto, el conjunto veracruzano debió jugar una promoción de ascenso contra el penúltimo equipo de la categoría superior, en este caso el Irapuato, finalmente el club delfín ganaría esta fase y también lograría su ascenso.
Al igual que en otras temporadas, en esta temporada hubo algunos cambios de equipos por cuestiones administrativas, en concreto los cambios fueron los siguientes:
- Atlante Naucalpan FC cambió su nombre por el de Pegaso Anáhuac.
- Toluca Ciudad Guzmán pasó a llamarse Toluca B.
- Jaguares de Tapachula se trasladó a la ciudad de Zamora, Michoacán.
- Surgió el FC Zapotlanejo tras adquirir la franquicia de Pelícanos de Puerto Vallarta.
- Los clubes Sporting Canamy y Tigrillos de Chetumal solicitaron jugar en la Tercera División.
- Los equipos Delfines de la UNACAR, Celaya FC "B", Deportivo Tepic, Atlético San Francisco, Atlético Tecomán, Real Coatzacoalcos, Real Huejutla, Atlético San Luis, Petroleros de Minatitlán y Astros de Ciudad Juárez se retiraron de las competiciones.

## Sistema de competición
La temporada se dividió en dos torneos cortos: Apertura (agosto a diciembre) y Clausura (enero a mayo). El sistema de competencias de los dos campeonatos se repartió en dos fases:
- Fase de clasificación: estuvo integrada por el periodo de jornadas de la temporada regular en un número que varió entre las 12 y las 16 fechas dependiendo del total de conjuntos que se integraron en cada grupo.
- Fase de liguilla: se jugó en series de partidos de ida y vuelta durante las fases de Octavos, Cuartos de final, Semifinales y Final.

### Fase de clasificación
La fase de clasificación dividió a los 68 equipos participantes en cinco grupos dependiendo su ubicación geográfica, lo que derivó que hubiera un número de entre 12 y 16 clubes según el reparto.
Durante esta etapa se siguió el sistema de puntos, los cuales se otorgaron de acuerdo a los resultados que se desarrollaron durante las jornadas del campeonato y se obtuvieron de la siguiente manera:
- Por juego ganado: 3 puntos
  - Si se dio el caso de que un equipo visitante ganara su partido por una diferencia de dos goles, se otorgó un punto adicional como premio. Esto únicamente aplicó en los partidos ganados de forma deportiva.
- Por juego empatado: 1 punto
  - En caso de existir un empate de dos goles o más, los equipos participantes debieron disputar una serie de tiros penales, el ganador de dicha fase obtuvo un punto adicional de acuerdo a lo establecido en el Artículo 31 del Reglamento de la Segunda División.
- Por juego perdido: 0 puntos

La tabla general de cada grupo determinó a los clasificados por el número de puntos en orden descendente. En los caso en los que dos o más equipos terminaron el periodo regular con empate a puntos se procedió a los siguientes criterios para definir la posición final:
1. Mejor diferencia de goles entre los anotados y los recibidos.
2. Mayor número de goles anotados.
3. Enfrentamientos directos entre los clubes involucrados.
4. Mayor número de goles anotados como visitante.
5. Mejor ubicación en la tabla general de cocientes.
6. Tabla fair play (menor cantidad de amonestaciones y/o expulsiones)
7. Sorteo

Al finalizar el torneo regular pasó a tomarse en cuenta la tabla general de clasificación para determinar el orden en el cual los equipos debieron enfrentarse durante las rondas finales, siendo los primeros clasificados los que tuvieron la ventaja de jugar los partidos de vuelta en terreno local.

### Fase final

#### Liguilla de Ascenso
La fase de liguilla de ascenso fue jugada por 16 clubes: los tres primeros lugares de cada uno de los cinco grupos y el club que terminó en el mejor cuarto lugar.
Los 16 clubes participantes fueron reubicados de acuerdo con su posición en la tabla general del campeonato, desde el primer clasificado hasta el #16. La ronda de octavos de final fue determinada a través de un sorteo. A partir de esta fase las llaves siguieron la siguiente fase:
- Octavos de final
- Cuartos de final
- Semifinales
- Final

En cada fase los clubes vencedores fueron aquellos que anotaron la mayor cantidad de goles durante los dos partidos, en los casos en los que existió un empate en el marcador de la serie, se pasó a determinar al ganador de acuerdo con el número de tantos que anotó en juego de visitante, en caso de continuar la igualada se pasó a definir al ganador por una serie de tiros penales.
Los partidos correspondientes a la Fase final se jugaron obligatoriamente los días miércoles y sábado, y jueves y domingo eligiendo, los equipos mejor clasificados pudieron elegir la fecha y hora predilectas para la disputa de su partido de vuelta, mientras que el resto de clubes únicamente pudo elegir el horario de acuerdo con la fecha establecida en el reglamento.
El campeón del torneo fue el ganador de la liguilla. Al existir dos torneos por temporada, fue necesaria la celebración de una serie final para determinar al equipo campeón de la temporada, este conjunto a su vez fue acreedor del ascenso a la Primera División 'A'.

#### Liguilla de Filiales
La federación determinó la celebración de una liguilla de filiales en la que participaron los ocho clubes filiales con mejor clasificación al finalizar la temporada, fueron considerados como filiales aquellos conjuntos que representan al segundo equipo de un club establecido en la Primera División o en la Primera 'A'. Por este motivo, este título se consideró simbólico ya que el ganador carecía de cualquier derecho a promocionar a una categoría superior.
El sistema de juego fue similar a la Liguilla de Ascenso, únicamente se debe destacar que en este caso se inició en la fase de cuartos de final, manteniendo los mismos reglamentos y disposiciones.

### Tabla de Cocientes
Se siguió la tabla de cocientes para determinar al conjunto que descendió a la Tercera División, siendo relegado a la categoría inferior el equipo con el peor coeficiente al dividir puntos obtenidos entre los partidos jugados, a diferencia de las divisiones superiores, en este caso únicamente se aplicó a los resultados obtenidos durante la temporada.

## Equipos participantes
La temporada contó con la participación de 68 equipos que se repartieron en cinco grupos de acuerdo a sus zonas geográficas: Sur, Centro, Bajío, Occidente y Norte. Los clubes contendientes se repartieron de la siguiente manera.

### Zona Sur
| Equipo                          | Ciudad                         | Estadio                               |
| ------------------------------- | ------------------------------ | ------------------------------------- |
| Albinegros de Orizaba           | Orizaba, Veracruz              | Socum                                 |
| Azucareros de Córdoba           | Córdoba, Veracruz              | Rafael Murillo Vidal                  |
| Delfines de Coatzacoalcos B     | Coatzacoalcos, Veracruz        | Rafael Hernández Ochoa                |
| Inter de Comaltitlán            | Villa Comaltitlán, Chiapas     | Unidad Deportiva Villa de Comaltitlán |
| Inter Playa del Carmen          | Playa del Carmen, Quintana Roo | Mario Villanueva Madrid               |
| FC Itzaes Yucatán               | Mérida, Yucatán                | Carlos Iturralde Rivero               |
| Jaguares de Tabasco             | Comalcalco, Tabasco            | Antonio Valenzuela Alamilla           |
| Limoneros de Río Grande         | Río Grande, Oaxaca             | Inocente Santos Luna                  |
| Ocelotes UNACH                  | Tuxtla Gutiérrez, Chiapas      | Víctor Manuel Reyna                   |
| Pioneros de Cancún              | Cancún, Quintana Roo           | Cancún 86                             |
| Tiburones Blancos de Xalapa     | Xalapa, Veracruz               | Antonio M. Quirasco                   |
| Universidad del Golfo de México | Orizaba, Veracruz              | Universidad del Golfo de México       |

### Zona Centro
| Equipo                          | Ciudad                                  | Estadio                               |
| ------------------------------- | --------------------------------------- | ------------------------------------- |
| América Coapa                   | México, D.F.                            | Instalaciones Club América Cancha 2   |
| Arroceros de Cuautla            | Cuautla, Morelos                        | Isidro Gil Tapia                      |
| Astros de Cuernavaca            | Cuernavaca, Morelos                     | Centenario                            |
| Atlético Tapatío-Chalco         | Chalco, Estado de México                | Arreola                               |
| Cañeros del Zacatepec           | Zacatepec, Morelos                      | Agustín Coruco Díaz                   |
| Cuautitlán                      | Cuautitlán, Estado de México            | Los Pinos                             |
| Pachuca Juniors                 | Pachuca, Hidalgo                        | Hidalgo                               |
| Pachuca Tuzos                   | Pachuca, Hidalgo                        | Hidalgo                               |
| Pegaso Anáhuac                  | Ciudad Nezahualcóyotl, Estado de México | Neza 86                               |
| Potros UAEM                     | Toluca, Estado de México                | Universitario Alberto "Chivo" Córdoba |
| Puebla FC B                     | Santa Isabel Cholula, Puebla            | Santa Isabel                          |
| Pumas Naucalpan                 | Naucalpan, Estado de México             | Unidad Cuauhtémoc                     |
| Pumas Prepa                     | México, D.F.                            | La Cantera                            |
| Real de la Plata                | Iguala, Guerrero                        | General Ambrosio Figueroa             |
| Tecamachalco                    | Huixquilucan, Estado de México          | Alberto Pérez Navarro                 |
| Universidad Autónoma de Hidalgo | Pachuca, Hidalgo                        | Revolución Mexicana                   |

### Zona Bajío
| Equipo                        | Ciudad                         | Estadio                               |
| ----------------------------- | ------------------------------ | ------------------------------------- |
| Abejas Reales de Tantoyuca    | Tantoyuca, Veracruz            | Sanver                                |
| Alacranes Rojos de Apatzingán | Apatzingán, Michoacán          | Unidad Deportiva Adolfo López Mateos  |
| Atlético Cuauhtémoc           | Aguascalientes, Aguascalientes | Universidad Cuauhtémoc Aguascalientes |
| Cachorros de León             | León, Guanajuato               | Nou Camp                              |
| FC Celaya                     | Celaya, Guanajuato             | Miguel Alemán Valdés                  |
| Cruz Azul Hidalgo             | Jasso, Hidalgo                 | 10 de diciembre                       |
| Halcones de San Juan del Río  | San Juan del Río, Querétaro    | Unidad Deportiva Maquío               |
| Misioneros de Jalpan          | Jalpan de Serra, Querétaro     | Unidad Deportiva Jalpan               |
| Necaxa Rayos                  | San Juan de los Lagos, Jalisco | Antonio R. Márquez                    |
| CD Pénjamo - Irapuato         | Pénjamo, Guanajuato            | Pablo Herrera                         |
| Petroleros de Salamanca B     | Salamanca, Guanajuato          | Olímpico sección 24                   |
| Teca - Huixquilucan           | Huixquilucan, Estado de México | Alberto Pérez Navarro                 |
| Diablos Rojos Metepec         | Metepec, Estado de México      | Instalaciones de Metepec              |
| Unión de Curtidores           | León, Guanajuato               | La Martinica                          |

### Zona Occidente
| Equipo                       | Ciudad                      | Estadio                                  |
| ---------------------------- | --------------------------- | ---------------------------------------- |
| Atlas B                      | Zapopan, Jalisco            | Atlas Colomos                            |
| Cachorros de la U. de G.     | Guadalajara, Jalisco        | Jalisco                                  |
| Cajeteros del FC Zapotlanejo | Zapotlanejo, Jalisco        | Miguel Hidalgo                           |
| Delfines Jalisco             | Guadalajara, Jalisco        | Parque Solidaridad Iberoamericana        |
| Deportivo Autlán             | Autlán de Navarro, Jalisco  | Unidad Deportiva Chapultepec             |
| Diablos de Hermosillo        | Hermosillo, Sonora          | Héroe de Nacozari                        |
| Guadalajara B                | Zapopan, Jalisco            | Verde Valle                              |
| Jaguares de Zamora           | Zamora, Michoacán           | Unidad Deportiva El Chamizal             |
| Jersy-Nay Ixcuintla          | Santiago Ixcuintla, Nayarit | Flores Magón                             |
| CF La Piedad                 | La Piedad, Michoacán        | Juan N. López                            |
| CFS Manzanillo               | Manzanillo, Colima          | Gustavo Vázquez Montes                   |
| Monarcas Morelia B           | Morelia, Michoacán          | Cancha Anexa Estadio Morelos             |
| Tecos Tecomán                | Tecomán, Colima             | IAETAC                                   |
| Vaqueros de Ixtlán           | Ameca, Jalisco              | Núcleo Deportivo y de Espectáculos Ameca |

### Zona Norte
| Equipo                                                | Ciudad                       | Estadio                        |
| ----------------------------------------------------- | ---------------------------- | ------------------------------ |
| Altamira FC                                           | Altamira, Tamaulipas         | Altamira                       |
| Atlético Lagunero                                     | Gómez Palacio, Durango       | Unidad Deportiva Gómez Palacio |
| Bravos de Nuevo Laredo                                | Nuevo Laredo, Tamaulipas     | Unidad Deportiva Benito Juárez |
| Cachorros de la UANL                                  | Zuazua, Nuevo León           | Instalaciones de Zuazua        |
| Archivo:Correcaminos UAT.png Correcaminos de la UAT B | Ciudad Victoria, Tamaulipas  | Marte R. Gómez                 |
| Durango B                                             | Durango, Durango             | Francisco Zarco                |
| FC Excélsior                                          | Salinas Victoria, Nuevo León | Centro Deportivo Soriana       |
| Rayados 2a                                            | Monterrey, Nuevo León        | El Barrial                     |
| Santos Laguna C                                       | Gómez Palacio, Durango       | Unidad Deportiva Gómez Palacio |
| Tampico Madero                                        | Tampico Madero, Tamaulipas   | Tamaulipas                     |
| Vaqueros de Apodaca                                   | Apodaca, Nuevo León          | Unidad Deportiva Centro        |
| Vencedores de Delicias                                | Delicias, Chihuahua          | Oscar de la Rosa Pereyra       |

## Resultados
Véase: Anexo:Torneo Apertura 2005 Segunda División de México
Véase: Anexo:Torneo Clausura 2006 Segunda División de México
| Torneo        | Campeón                       | Subcampeón         | Campeón de Filiales | Asciende a Primera A                         | Desciende a Tercera División |
| ------------- | ----------------------------- | ------------------ | ------------------- | -------------------------------------------- | ---------------------------- |
| Apertura 2005 | Delfines de Coatzacoalcos "B" | Pumas Naucalpan    | Atlas "B"           |                                              |                              |
| Clausura 2006 | Pegaso Anáhuac                | Pénjamo - Irapuato | Santos Laguna "B"   | Pegaso Anáhuac Delfines de Coatzacoalcos "B" | Cañeros de Zacatepec         |

## Final de Ascenso
La final de Ascenso de la Temporada 2005-06 enfrentó a los equipos Pegaso Anáhuac y Delfines de Coatzacoalcos "B" campeones de los dos torneos que se celebraron durante el ciclo futbolístico. El equipo del Estado de México fue el campeón de la temporada y ganador del ascenso directo a Primera División "A", mientras que los veracruzanos debieron jugar una promoción de ascenso contra el Irapuato.
| 26 de abril de 2006 | Delfines de Coatzacoalcos "B" | 1:1 | Pegaso Anáhuac | Estadio Rafael Hernández Ochoa, Coatzacoalcos |  |

| 29 de abril de 2006                                                             | Pegaso Anáhuac | 2:0     | Delfines de Coatzacoalcos "B" | Estadio Neza 86, Ciudad Nezahualcóyotl |  |
|                                                                                 |                | Reporte |                               |                                        |  |
| Pegaso Anáhuac campeón de la Temporada 2005-06 de la Segunda División de México |                |         |                               |                                        |  |

| Campeón de Ascenso 2005-06         |
| ---------------------------------- |
|                                    |
| Pegaso Anáhuac                     |
| 1° Título                          |
| Asciende a la Primera División 'A' |

## Promoción de Ascenso
La Promoción de Ascenso enfrentó a Delfines de Coatzacoalcos "B" contra el Club Irapuato, finalmente los veracruzanos lograrían su ascenso a la Primera A, mientras que los irapuatenses descenderían a la Segunda División, lo que provocó a su vez la desaparición del Club Deportivo Pénjamo - Irapuato, que fungía como filial en la Segunda División. Finalmente, los Delfines desaparecerían antes de comenzar la nueva temporada, debido a la venta del equipo principal para crear a Guerreros de Tabasco y la llegada de una filial de Tiburones Rojos a la ciudad.
| 13 de mayo de 2006 | Delfines de Coatzacoalcos "B" | 3:1 | Irapuato | Estadio Rafael Hernández Ochoa, Coatzacoalcos |  |

| 20 de mayo de 2006                                           | Irapuato | 2:1 | Delfines de Coatzacoalcos "B" | Estadio Sergio León Chávez, Irapuato |  |
| Delfines de Coatzacoalcos B asciende a la Primera División A |          |     |                               |                                      |  |